# Saint-Julien-le-Vendômois
Saint-Julien-le-Vendômois este o comună în departamentul Corrèze din centrul Franței. În 2009 avea o populație de 267 de locuitori.

## Evoluția populației
| An        | 1975 | 1982 | 1990 | 1999 | 2006 | 2009 |
| --------- | ---- | ---- | ---- | ---- | ---- | ---- |
| Populație | 448  | 375  | 322  | 308  | 274  | 267  |